# Подгорье (Добрушский район)
Подгорье (бел. Падго́р’е) — упразднённый посёлок в Добрушском районе Гомельской области Беларуси. В составе Рассветовского сельсовета.

## География
Расстояние до Добруша 6,4 км. Ближайшие населённые пункты — Залесье (2,5 км), Василёвка (3,9 км), Марьино (4,4 км).

### Транспортная сеть
Транспортная связь по просёлочной, затем по автомобильной дороге Н-4380.

### Гидрография
Недалеко протекает река Ипуть.

## История
До 1963 года находился в административном подчинении Добрушского горсовета. 
29 июля 1988 года упразднён в связи с тем, что жители посёлка переселились в другие населённые пункты.

## Достопримечательность
- Городище периода раннего железного века. 1-е тысячелетие до н.э. — 1-е тысячелетие н.э. 1 км. на восток от посёлка, урочище Городок —  Историко-культурная ценность Республики Беларусь, шифр 313В000272.
- Стоянка периода неолита и бронзового века. 4-2-е тысячелетие до н.э. 0,5 км. на юг от посёлка, на правом берегу старицы р. Ипуть, урочище Подлужье —  Историко-культурная ценность Республики Беларусь, шифр 313В000273.